# Jano Velasco
Alejandro Velasco Fariñas (Madrid, 23 de diciembre de 1986), más conocido como Jano Velasco es un exfutbolista español. Jugaba de centrocampista en el C. F. Fuenlabrada de la Segunda División de España. Actualmente se dedica a la magia profesionalmente tras sufrir una lesión.

## Trayectoria
Es un jugador formado en el CF Rayo Majadahonda y más tarde, jugaría en clubes de la Comunidad de Madrid de Tercera División y Segunda División B como CD Leganés, Rayo Vallecano B y CD Puerta Bonita.
En 2011 se marcharía a Austria para jugar durante dos temporadas en las filas del SKN St. Pölten de la Bundesliga de Austria. Durante la temporada 2013-14 vivió el gran éxito histórico del SKN St. Pölten con el que obtuvo el subcampeonato de la Copa de Austria que le dio el billete para la Europa League. 
En verano de 2014, firma con el SV Mattersburg de la Bundesliga de Austria. En su primera temporada en el SV Mattersburg, lograría ganar la Primera Liga de Austria, la segunda categoría del fútbol de Austria que le daría el ascenso a la Bundesliga de Austria. El centrocampista madrileño permanecería en el club austriaco durante varias temporadas convirtiéndose en uno de los capitanes del equipo.
El 5 de octubre de 2020, regresa a España para firmar por el C. F. Fuenlabrada de la Segunda División de España por una temporada.

## Clubes
| Club                | País    | Año        |
| ------------------- | ------- | ---------- |
| CF Rayo Majadahonda | España  | 2007-2008  |
| CD Leganés          | España  | 2008-2009  |
| Rayo Vallecano B    | España  | 2009-2011  |
| CD Puerta Bonita    | España  | 2011       |
| SKN St. Pölten      | Austria | 2011-2014  |
| SV Mattersburg      | Austria | 2014-2020  |
| C. F. Fuenlabrada   | España  | 2020-2021. |